# Довгоноса акула тихоокеанська
Довгоноса акула тихоокеанська (Rhizoprionodon longurio) — акула з роду скатів родини сірі акули. Інша назва «панамська довгоноса акула».

## Опис
Загальна довжина досягає 1,54 см. Середні розміри — 1,1-1,2 м. Голова подовжена, конічна, досягає 6% довжини тіла. Морда стиснута з боків. Очі середнього розміру, круглі, з мигательною перетинкою. Ніс звужений. У кутах рота на верхній губі присутні довгі й глибокі борозни, довжина яких досягає 2,1-2,6% довжини тіла. Рот дугоподібний. На обох щелепах розташовано по 26-28 робочих зубів. Зуби у дорослим особин пильчасті з боків, у молодих — гладенькі. Тулуб тонкий, веретеноподібний. Осьовий скелет нараховує 146–167 хребців. Грудні плавці невеликі та широкі. Мають 2 спинних плавця, з яких передній значно перевершує задній. Передній спинний плавець розташований між грудними і черевними плавцями. Хвостовий гетероцеркальний, верхня лопать значно довша за нижню.
Забарвлення спини сіре або сіро-коричневе. Черево має білий колір. Грудні плавці мають світлу облямівку та темні кінчики.

## Спосіб життя
Тримається на глибині до 27 м, у прибережній зоні. Здійснює вертикальні сезонні міграції, пересуваючись у теплі місяці року на глибину, а взимку та восени ближче до поверхні. Здатні також здійснювати далекі міграції уздовж берегової лінії до 600 км. Утворює невеликі групи з особин однієї статі. Живиться дрібними костистими рибами, кальмарами, креветками, крабами, морськими червами, личинками морських тварин.
Статева зрілість настає у самців при розмірі 60 см, у самиць — 80 см. Це живородна акула. Вагітність триває 10-12 місяців. Самиця народжує до 12 акуленят, зазвичай 7-8, завдовжки 33-34 см. Народження відбувається щорічно.
М'ясо їстівне, ловиться зазвичай рибалками-аматорами.

## Розповсюдження
Мешкає у Тихому океані: від узбережжя південної Каліфорнії до Перу.